# Попеја Сабина
Попеја Сабина, позната и као Попеја Сабина Млађа, а после 63. и као Попеја Сабина Августа, била је римска царица, односно супруга цара Нерона. Антички је извори описују као жену коју је красила изузетна лепота, али и бескрупулозност захваљујући којој није презала ни од чега да би дошла на власт.

## Биографија
Већина данашњих историчара верује да се родила у Помпејима, односно да јој породица била највероватнији власник Куће Менандра. Отац јој је био Тит Олија (? - 31), квестор у доба цара Тиберија који је пао у немилост због пријатељства са Сејане. Мајка, данас позната као Попеја Сабина Старија (? - 47) погубљена је због сплетки царице Месалине која ју је лажно оптужила за прељубу са бившим конзулом дециме Валеријем Азијатиком. Тацит тврди да јој је мајка била "изузетно лепа" и "наочита". Њен очух, Публије Корнелије Сципион Лентул, био је бивши конзул, а почетком Неронове владавине је служио као сенатор.
Попеја се први пут удала као четрнаестогодишња девојчица године 44. Муж јој је био Руфрије Криспин, командант Преторијанске гарде у првим годинама владавине цара Клаудија. Године 51. је, на подстицај Агрипине смењен и на његово место постављен Секст Афраније Бур. Са Руфријем је Попеја имала сина - такође названог Руфрије - који се утопио као дете. Муж јој је касније погубљен у доба Неронове владавине.
Други Попејин муж био је Марко Салвија Отон, добар Неронов пријатељ. Око године 58. или 59. у њу се загледао Нерон те наредио Отону да оде у Лузитанију као гувернер. Попеја се потом развела од Отона и постала Неронова љубавница.
Тацит тврди да је управо Попеја била главни подстрекач да ликвидира своју мајку Агрипину, а према чему су модерни историчари скептични, сматрајући како је повод дала сама царица-мајка планирајући пуч и довођење Рубелија Плаута на престо. Три године касније, према Тацитовим наводима, управо је Попеја наговорила Нерона да се разведе од своје супруге Клаудије Октавије, те је прогна и погуби. Када се то догодило 62. године, Попеја је већ била трудна. Нерон се за њу венчао, те му је 21. јануара 63. године родила ћерку по имену Клаудија Августа, али која је умрла четири месеца касније.
Већина античких извора Попеју описује као развратницу и бисексуалку. Према Касију Диону се волела сваког дана купати у магарећем млеку како би очувала своју лепоту. Једини који таквом опису противречи је Флавије Јосип, који је описује као изузузетно побожну жену, која је Нерона настојала подстаћи да буде милосрдан према својим поданицима, поготово када су у питању били Јевреји.
Године 65. Попеја је умрла, при чему Тацит, Светоније и Касије Дион тврде како ју је Нерон ударио у стомак за време свађе, а од чега се смртно разболела. Модерни историчари, пак, сматрају вероватнијим да је преминула од последица спонтаног побачаја.